# Hill Climb Racing 2
Hill Climb Racing 2 è un gioco di corse sviluppato dalla Fingersoft per piattaforme Android, iOS e Microsoft Windows, rilasciato nel novembre del 2016
Il gioco ha superato i 40 milioni di download totali in meno di due mesi dal lancio.

## Modalità di gioco
Il gameplay presenta caratteristiche analoghe a quelle del capitolo precedente, con la possibilità di personalizzare il proprio avatar (scegliendo copricapo, capelli, viso, maglia e pantaloni) e il veicolo selezionato (colore della carrozzeria e tipo di ruote). Differente è anche la grafica di stampo cartoonesco e con un accompagnamento sonoro differente per ogni livello.
Al primo avvio, il giocatore incontra un tutorial  per imparare le basi seguito da una schermata in cui verrà permesso di scegliere il proprio nome utente e indicare la rispettiva nazionalità; le regole di gioco sono le stesse del primo capitolo.
Il gioco ha due modalità, una online e una offline: nella modalità offline, il giocatore deve cercare di percorrere la maggior distanza con il proprio veicolo un percorso endless run. Nel caso sia già stato affrontato il percorso in precedenza, sarà possibile gareggiare contro il proprio fantasma. Invece, in modalità online, il giocatore si scontra con quattro giocatori provenienti da tutto il mondo. Vince chi arriva per primo o l'unico che è ancora in grado di correre. Nella home si trovano l'indicatore del proprio livello globale e i campionati disponibili per il proprio livello di esperienza; inoltre per un tempo limitato sono disponibili sfide settimanali e giornaliere con la possibilità di accumulare più denaro e punti.
Come nel precedente capitolo, con il denaro accumulato si ha la possibilità di sbloccare o potenziare i propri veicoli e gli scenari. Assieme al denaro vi è una seconda valuta ottenibile con l'uso di soldi reali o completando diverse missioni.